# کاروانسرای عین‌الرشید
کاروانسرای عین‌الرشید مربوط به دوره ایلخانی است و در شهرستان گرمسار واقع شده و این اثر در تاریخ ۱۱ بهمن ۱۳۳۴ با شمارهٔ ثبت ۴۰۴ به‌عنوان یکی از آثار ملی ایران به ثبت رسیده‌است.
کاروانسرای عین‌الرشید در دو کیلومتری شمال کاروانسرای قصر بهرام و در قسمت میانی فاصله دریاچه نمک و کویر بزرگ قرار گرفته‌است. این کاروانسرا از خارج ۸۶ متر طول و حداکثر ۴۷ متر عرض دارد و مشتمل بر دو حیاط بزرگ است.